# Rebel MC
Rebel MC (Michael West, * 27. August 1965 in Tottenham, London) ist ein britischer Sänger, Rapper und Produzent, der auch unter den Namen Conquering Lion, Congo Natty, Blackstar, Tribe of Issachar, X Project und Ras Project bekannt ist.

## Werdegang
Die ersten Hits hatte Rebel MC 1989 zusammen mit Double Trouble. Die Single Just Keep Rockin’ wurde ein Top-20-Hit in Großbritannien, Street Tuff platzierte sich europaweit in den Charts. Danach konzentrierte sich der Londoner auf seine Solokarriere und veröffentlichte zunächst Pop-Rap. 1991 änderte er seinen Stil und mischte kritische Texte mit tanzbaren Beats. Die dazugehörige LP hieß Black Meaning Good und machte Michael West zum Pionier des britischen Jungle und indirekt auch des Drum and Bass. Der neue Stil war auch auf den 1992er Singles Rich Ah Getting Richer und Humanity, die beide in die UK-Charts einstiegen, zu hören.
In den folgenden Jahren widmete sich West seinen anderen Projekten, z. B. von 1993 bis 1995  als Conquering Lion. In dieser Zeit veröffentlichte er diverse Singles, von denen sich Code Red im Oktober 1994 in den UK-Charts platzieren konnte. Der Titel wurde ein Club-Hit und machte den Jungle-Stil im Vereinigten Königreich populär. Mit Banana Boat Man / Code Black und Code Red erschienen in den Jahren 2003 und 2009 Remixe alter Conquering-Lion-Tracks. Ab 2004 veröffentlichte der Musiker wieder diverse Singles, EPs und Alben als Rebel MC.

## Diskografie (Auswahl)

### Alben
- 1989: Twenty One Mixes (Rebel MC & Double Trouble)
- 1990: Rebel Music
- 1991: Black Meaning Good
- 1992: Word, Sound and Power
- 2001: Lion in the Jungle (als Congo Natty) (4x 12inch)
- 2003: 12 Years of Jungle (Tenor Fly Meets Congo Natty) (5x 12inch)
- 2013: Jungle Revolution (als Congo Natty)

### Kompilationen
- 2005: Born Again (6x 12inch, bzw. CD + DVD)
- 2008: Most Wanted Volume One (5x 12inch: Rebel MC / Various, inkl. Tribe of Issachar, X Project)
- 2014: This Is Jungle (als Congo Natty)

### Remixalben
- 2007: Congo Natty Remix LP (8 mp3-Files)
- 2009: Most Wanted Remixes (3x 12inch: Rebel MC / Various, inkl. Tribe of Issachar)
- 2015: Jungle Revolution in Dub (als Congo Natty)

### Singles und EPs

#### Als Rebel MC
- 1988: Street Tuff (& Double Trouble)
- 1988: Cockney Rhythm
- 1989: Just Keep Rockin’ (& Double Trouble)
- 1989: Just Keep Rockin’ / Street Tuff
- 1990: The Wickedest Sound / Music Is the Key
- 1990: Rebel Music
- 1990: Culture / Comin’ on Strong
- 1990: Better World
- 1990: Rebel MC Promo (nur Deutschland)
- 1991: The Wickedest Sound (feat. Tenor Fly)
- 1991: Tribal Base (feat. Tenor Fly & Barrington Levy)
- 1991: Black Meaning Good
- 1992: The Governments Fail
- 1992: Rich Ah Getting Richer (Introducing Little T)
- 1992: Humanity (feat. Lincoln Thompson)

#### Als Conquering Lion
- 1993: Lion of Judah (X Project)
- 1993: Inahsound (X Project)
- 1993: Jah Sunshine / Callin’ (Promo) (X Project)
- 1994: Code Red (X Project)
  - 2009: Code Red (The Serial Killaz Remixes) (Congo Natty)
- 1995: Rastaman (Mango)
- 2003: Banana Boat Man / Code Black (Remix) (Congo Natty)

#### Als Rebel MC
- 2004: Wardance
- 2004: Champion DJ / Kunta Kinte
- 2004: Junglist
- 2005: Born Again – Part 1
- 2005: Born Again – Part 2
- 2005: Born Again – Part 3
- 2005: Born Again – Part 4
- 2005: Born Again – Part 5
- 2005: Born Again – Part 6
- 2005: Champion DJ (Ebony Dubsters Remix) (feat. Top Cat)
- 2005: Roughneck Sound / Rastaman
- 2006: Defender of the Faith
- 2006: Herbsman (feat. Top Cat)
- 2007: Emperor Selassie I / Ghetto Living
- 2007: His Imperial Majesty (feat. Top Cat)
- 2007: Jah Sunshine / Stamina
- 2007: Original Ses (Police in Helicopter) (feat. Top Cat)
- 2008: Lose Your Soul / Rebel Music (White Label)
- 2008: Jungle Souljah / Rasta Music (White Label)
- 2008: Exodus / Mystical Vibration (White Label)
- 2008: Banana Boat Man (Unreleased Dubplate Mix / Original Mix)
- 2009: Code Red (Serial Killaz Remixes) (White Label, Promo)
- 2010: Born Again / Marcus Garvey (Serial Killaz Remixes) (Rebel MC & Tenor Fly)

weitere Singles (unsortiert)
- Jah Set It / Binghi Man
- Him War / Dub Mix (VINYL 005)
- Dubplate 2 / Dub (White Label, Promo)
- Jungle Rebel (White Label)